# Боян Удович
Бо́ян У́дович (словен. Bojan Udovič; 22 липня 1957, Крань, Югославія — 11 липня 2015, Медведєк, Словенія) — югославський велогонщик словенського походження, учасник літніх Олімпійських ігор 1980 року.

## Життєпис
Боян Удович народився у місті Крань. Представляв Югославію на літніх Олімпійських іграх 1980 року в Москві. В індивідуальній шосейній гонці не фінішував, а командні перегони на час з роздільним стартом завершив на восьмій позиції. Виступав за клуб «Сава Крань». Окрім Олімпійських ігор брав участь у декількох чемпіонатах світу, був чемпіоном Югославії з шосейних перегонів. Після завершення кар'єри певний час займався підготовкою юніорів, а у 1990 році заснував компанію, що спеціалізувалася на виробництві велосипедів під торговою маркою U Sistem.
11 липня 2015 року разом з 46-річною велосипедисткою був насмерть збитий автомобілем поблизу поселення Медведєк. На момент ДТП водій перебував у стані алкогольного сп'яніння.

## Основні результати
| Турнір                      | Дисципліна                                    | Час       | Місце |
| Літні Олімпійські ігри 1980 | Індивідуальні перегони                        | —         | DNF   |
| Літні Олімпійські ігри 1980 | Командні перегони на час з роздільним стартом | 2-07:12.0 | 8     |